# Fantasy Mission Force
Fantasy Mission Force is een Hongkong/Taiwanese uit 1982 met vroege rollen van Jackie Chan en Brigitte Lin.
De film is ook bekend onder de titels Dragon Attack, Mini Special Force en Mi ni te gong dui.
Tijdens de Tweede Wereldoorlog vangen de Japanners in China vier westerse generaals. Aan kapitein Dan Wen wordt gevraagd een groep samen te stellen om hen te bevrijden. Hij haalt samen met z'n vriend Stone zijn oude maatjes weer bijeen: oplichter Billy, dief Old Sun, ontsnappingsspecialist Grease Lightning en verder zijn ex-vriendin Lily, ex-worstelaar Sammy en diens manager. Samen gaan ze de strijd aan met een overmacht aan Japanners.

## Rolverdeling
Hoofdpersonages:
| Acteur        | Personage        |
| ------------- | ---------------- |
| Jimmy Wang Yu | Kapitein Dan Wen |
| Shiu Bi Lia   | Stone            |
| David Tao     | Billy            |
| Sun Yueh      | Old Sun          |
| Gou Ling Feng | Grease Lightning |
| Brigitte Lin  | Lily             |
| Jackie Chan   | Sammy            |